# 第一次シュレースヴィヒ＝ホルシュタイン戦争
第一次シュレースヴィヒ＝ホルシュタイン戦争（だいいちじシュレースヴィヒ＝ホルシュタインせんそう）は、1848年から1852年にかけて、デンマークとプロイセン王国および関係国の間で戦われた戦争である。デンマークでは三年戦争（デンマーク語: Treårskrigen）と呼ばれている。ドイツ人が多数住むシュレースヴィヒとホルシュタインの2地域を、デンマークとドイツのどちらに帰属させるかをめぐるシュレースヴィヒ＝ホルシュタイン問題が原因である。個々の戦闘ではプロイセンなどドイツ側が優勢であったが、結果的には従前通りデンマークの支配が認められた。

## 戦争の始まり
戦争勃発の背景にあるのは、19世紀に沸き上がった両公国の住民による民族主義の高揚であった。フランスで起きた2月革命はヨーロッパ諸国へ飛び火して1848年革命となり、これを受けて各国で民族意識が高揚した。シュレースヴィヒ公国とホルシュタイン公国はデンマーク王の継承権によりデンマーク王国の勢力下にあり、北欧では汎スカンディナヴィア主義が台頭する一方、両公国の住民の多くはドイツ系であり自治とドイツへの統一を求めていた。この問題はシュレースヴィヒ＝ホルシュタイン問題（デンマーク語では南ユラン問題）と呼ばれていた。
戦争の発端は、1848年にデンマーク王のクリスチャン8世が没し、フレデリク7世が即位すると憲法を発してシュレースヴィヒ＝ホルシュタイン公国をデンマークに併合することを命じたことに始まる。両公国は反発し、ドイツ連邦の支援を受けて仮政府を樹立した。ホルシュタイン公国で起きたアウクステンブルク公クリスティアン・アウグスト2世（デンマーク王家オレンボー家の支流アウグステンブルク家の当主）とその弟フリードリヒによる暫定政府の樹立である。この政府はデンマークからの分離を目指しており、背後にプロイセン王国の支援があった。暫定政府の樹立はデンマークへの反乱を意味しており、デンマークは反乱を鎮圧し、さらには両公国をデンマークに完全併合すべく、シュレースヴィヒに侵攻した。プロイセン介入の可能性がありながらデンマークが強気の攻勢に出たのは、その背景に北欧全土に沸き上がった民族主義、汎スカンディナヴィア主義の昂揚があったからである。特にスウェーデンはデンマークを後方から支援した。中立主義（武装中立）を標榜しながら、義勇軍をデンマーク軍に参加させ、ほぼ正規の兵を戦闘に参戦させたのである。さらに緊急時に備え、スコーネにおよそ1万人を待機させ、フュン島に4,500人のスウェーデン軍を派遣していた程である。スウェーデンはデンマークが苦境に立たされた場合に備え、中立主義を放棄する意志を秘めていた。

## 第1次出兵
1848年4月、プロイセン王国はドイツ連邦（オーストリアは不参加）と共に兵を起こし、フリードリヒ・フォン・ヴランゲルを総司令官としてシュレースヴィヒ＝ホルシュタインへ攻め込んでデンマーク軍を撃退した。5月にはユトランド半島のデンマーク領に侵入したプロイセン軍の優勢に反発したイギリス・フランス・ロシア・オーストリア等が外交で干渉しはじめ、デンマーク海軍が半島東部の港湾を海上封鎖した。海軍力に劣るプロイセンは窮地に陥り、プロイセン王フリードリヒ・ヴィルヘルム4世は「犬と魚の戦争だ」と呟き、調停をスウェーデンに託し、スウェーデン南部のマルメで約8か月の休戦条約が結ばれた。これに両公国の自治を支援したドイツ人達は不満を募らせ、プロイセンの消極的態度を批判した。

## 第2次出兵
休戦条約により軍事行動は制限されていたが、シュレースヴィヒ＝ホルシュタインの自治獲得運動は継続されていたため、これを看過できなくなったデンマークは休戦期間を2か月残したまま独断で軍事行動を起こした。1849年4月5日にはデンマーク海軍がシュレースヴィヒ公国のエッカーンフェルデ湾を襲撃し、艦隊4隻で艦砲射撃を行ったが、守備隊のドイツ連邦軍砲兵と湾内で撃ち合いとなり、デンマーク艦隊の2隻が降伏し、ドイツ側指揮官のザクセン＝コーブルク＝ゴータ公エルンスト2世が名を挙げた。
休戦が破られたことでドイツ連邦軍は怒り、ザクセン軍とバイエルン軍はシュレースヴィヒへ侵入し、デュッペル堡塁を攻撃して陥落させた。エードゥアルト・フォン・ボーニン将軍のプロイセン軍も前進してデンマーク領コリングでデンマーク軍と戦って撃破した。シュレースヴィヒ＝ホルシュタインの軍も追撃を行ったがフレゼリシアで敗北した。戦局がドイツ有利に進んでいたこの局面でもイギリス・フランス・ロシア諸国の外交干渉があった。イギリスの調停案はシュレースヴィヒをデンマーク、ホルシュタインを分離独立させるものであり、プロイセンは賛成し休戦を望んだが、デンマークおよびオーストリアは反対した。結局、休戦のみ成立したためプロイセン軍は撤収した。

## 第3次出兵
プロイセン軍が撤退した後も、シュレースヴィヒの軍は戦備を保持していたため、1850年7月にデンマーク軍と交戦し、イドステッドの戦いで撃破され、シュレースヴィヒは再びデンマークの勢力下に置かれた。ここにも諸国の干渉があり、イギリス・フランス・ロシアの調停案によるデンマークの領土保全にオーストリアは賛成、プロイセンは反対した。当時のドイツ統一問題ではオーストリア派が優勢であり、オルミュッツ協定などと同じように今回もプロイセンは妥協を強いられた。
終戦交渉は続き、1852年5月8日にロンドンで最終的にロンドン議定書として妥協が成立した。戦争終結は、デンマーク王フレデリク7世を英雄に仕立て上げ、スウェーデン王オスカル1世に名声を与えたが、事実は勝者無き休戦であった。

## 読書案内
- 武田龍夫『物語 北欧の歴史 - モデル国家の生成』 中央公論新社〈中公新書 1131〉、1993年5月。ISBN 978-4-12-101131-2。
- 武田龍夫『物語 スウェーデン史 - バルト大国を彩った国王、女王たち』 新評論、2003年10月。ISBN 978-4-7948-0612-3。
- 武田龍夫『北欧の外交 - 戦う小国の相克と現実』 東海大学出版会、1998年8月。ISBN 978-4-486-01433-1。
- 『北欧史』 百瀬宏、熊野聰、村井誠人編、山川出版社〈新版世界各国史 21〉、1998年8月、新版。ISBN 978-4-634-41510-2。